# FDR Charts
FDR Charts é uma tabela musical da Ucrânia. É considerada a oficial do país, contendo singles de todo o globo. A FDR mantém um padrão de vinte canções por publicação, sejam elas nacionais ou internacionais, de todos os gêneros. As vendas são computadas baseadas no total de reproduções no período indicado.

## Tabelas

### Atuais
- Top 20 Pop Singles[1]
- Top 20 Dance Singles[2]
- Top 10 Rock Singles[3]
- Top 20 Ukranian/Russian Singles[4]
- Top 20 Old Hits[5]
- Top 20 Ukranian/Russian Singles[4]

### Extintas
- Top 20 Freestyle: finalizada em 2012[6]
- Top 20 Dance More Singles: finalizada em 2012[7]
- Top 20 Old Ukraine Singles: finalizada em 2011[8]